# Cosmo Clarén
Cosmo Clarén (* 2004 oder 2005) ist ein deutscher Synchronsprecher.

## Leben
Cosmo Clarén begann 2010 als Schauspieler und Synchronsprecher. Im Jahre 2014 stand er mit seinem Vater Marius Clarén auf der Bühne. Seine jüngeren Brüder Vicco und Carlo Clarén sind ebenfalls als Synchronsprecher tätig.

## Synchronarbeiten (Auswahl)

### Filme
- 2010: Für immer Shrek (Shrek Forever After) als Fergus
- 2013: Die Bestimmer – Kinder haften für ihre Eltern (Parental Guidance) für Kyle Breitkopf als Barker Simmons
- 2014: Die Legende der Prinzessin Kaguya (かぐや姫の物語) als Otsu
- 2014: Hectors Reise oder die Suche nach dem Glück (Hector and the Search for Happiness) für Jakob Davies als junger Hector
- 2015: Every Thing Will Be Fine für Jack Fulton als junger Christopher
- 2015: Arlo & Spot (The Good Dinosaur) für Raymond Ochoa als Arlo
- 2015: Fantastic Four für Owen Judge als junger Reed Richards
- 2015: Ich und Earl und das Mädchen (Me and Earl and the Dying Girl) für Edward DeBruce als junger Earl
- 2015: The Overnight – Einladung mit gewissen Vorzügen (The Overnight) für Max Moritt als Max
- 2015: Die Peanuts – Der Film (The Peanuts Movie) für Noah Schnapp als Charlie Brown
- 2015: A World Beyond (Tomorrowland) für Pierce Gagnon als Nate Newton
- 2016: High Rise für Louis Suc als Toby
- 2016: Jacques – Entdecker der Ozeane (L’odyssée) für Ulysse Stein als junger Philippe Cousteau
- 2017: The Boss Baby als Timothy Leslie „Tim“ Templeton
- 2017: Ferdinand – Geht STIERisch ab! (Ferdinand) als Bones als Kalb
- 2017: King Arthur: Legend of the Sword für Bleu Landau als Blue
- 2017: Suburbicon für Tony Espinosa als Andy Mayers
- 2018: Greatest Showman für Ellis Rubin als junger P. T. Barnum
- 2018: Deadpool 2 für Julian Dennison als Russell Collins / Firefist
- 2025: Ein Minecraft Film (A Minecraft Movie) als Trevor

### Serien
- 2013: Hit & Miss für Jorden Bennie als Ryan
- 2014: Sleepy Hollow für Wes Watson als Kyle
- 2017: Chicago Med für Charlie Babbo als Benjamin Porter
- 2021: Lupin für Etan Simon als Raoul Diop